# Federació Catalana de Triatló
La Federació Catalana de Triatló és l'organisme rector que ordena, impulsa i dirigeix tota l'activitat esportiva del triatló a Catalunya. Forma part de la Unió de Federacions Esportives de Catalunya.

## Història
El I Triatló de Catalunya, que va tenir lloc a Banyoles el 21 de setembre de 1986, organitzat pel Patronat Banyolí de l'Esport i la Comissió Marató Catalunya amb un recorregut de 1.400 m de natació, 39,5 km de ciclisme i 7,5 km de cursa a peu, va marcar l'inici d'aquest nou esport a Catalunya. Un any després, el 28 de setembre de 1987, es va viure un altre gran èxit amb el I Triatló Internacional de Barcelona, celebrat amb motiu de les Festes de la Mercè i va ser impulsat pel Club Natació Barcelona, una de les entitats que més es va implicar en aquest nou esport. El 1988 va néixer el Comitè Català de Triatló que formava part de la Federació Catalana de Pentatló Modern i que es va encarregar d'organitzar el I Circuit Català de Triatló amb proves a Banyoles, Cambrils, Barcelona i Palafrugell. A escala mundial s'havia creat la Federació Internacional de Triatló, i a Madrid també s'havia format la Comisión Nacional de Triatlón, presidida pel català Joaquim Ballesteros que havia arrencat un circuit d'àmbit estatal. Es va començar a treballar per aconseguir una federació pròpia i el creixement del triatló ja va ser imparable. El 1991 es va crear una segona modalitat, el duatló, que substituïa el primer segment de natació per un altre de cursa a peu, i que també va crear un circuit català. Entre 1992 i 1996 va anar augmentant progressivament cada any el nombre de competicions i de triatletes federats. Arrenquen els campionats per autonomies, els campionats d'Espanya absoluts, el Campionat d'Europa, el del món i proves puntuables per a circuits estatals, europeus i mundials de totes les disciplines que es van anar afegint al triatló. Finalment, el 21 de desembre de 1997 la Generalitat de Catalunya va aprovar la creació de la Federació Catalana de Triatló. La federació agrupa les modalitats i disciplines de natació, ciclisme, atletisme, esquí nòrdic, ciclisme de muntanya i piragüisme que es desglossen en proves combinades sobre diferents distàncies. Triatló: natació, ciclisme i cursa a peu; duatló: cursa a peu, ciclisme i cursa a peu; triatló blanc: cursa a peu, ciclisme i esquí nòrdic; duatló de muntanya: cursa a peu, ciclisme de muntanya i cursa a peu; triatló de muntanya: natació, ciclisme de muntanya i cursa a peu; quadriatló: piragüisme, natació, ciclisme i cursa a peu; duatló d'alta muntanya: ciclisme de muntanya, cursa a peu (s'han de superar els 2.000 d'alçada) i ciclisme de muntanya.

## Presidents

### Jesús Luis Andreu Escartín (1997-2015)
Advocat especialista en dret esportiu, triatleta i maratonià és el primer president de la federació des que es va crear i des de llavors ha renovat el càrrec cada vegada que ha acabat el seu mandat. Abans, de 1992 a 1997, havia estat president de la Federació Catalana de Pentatló Modern quan el Comitè Català de Triatló pertanyia a aquesta. Amant de les curses de fons i els esports de neu i soci del Club Natació Catalunya, va ser un dels tres-cents participants en el I Triatló de Catalunya que va tenir lloc a Banyoles l'any 1986. A partir d'aquell moment ha participat en totes les modalitats, inclosa la de llarga distància o Ironman. Ha participat en nombroses maratons atlètiques, competicions d'esquí de fons i duatlons i triatlons, tant de carretera com de muntanya, amb importants resultats en la categoria de veterans. També és vicepresident de la Federació Espanyola de Triatló i president del seu Comitè de Disciplina Esportiva, i director de l'IRONCAT, el triatló de llarga distància que es disputa des de 2004 a l'Ampolla.

### Francina Guardiola Flix (2015-)
Ha practicat, diferents esports com a federada, entre els quals cal destacar; tennis taula, atletisme i triatló. S'inicia en el triatló l'any 1990. El 1991 comença a exercir com a oficial de triatló. A partir del 1992 entra a formar part de la Junta Directiva del Comitè Català de Triatló, integrat en la Federació Catalana de Pentatló Modern i Triatló, com a representant dels oficials de Catalunya. El 1993 i fins a l'actualitat ha estat responsable del col·lectiu d'oficials de Triatló de Catalunya. El desembre de 1999, amb la fundació de  la Federació Catalana de Triatló formà part de la Junta Directiva com a vocal. El 2004 assumeix la Vicepresidència, i el desembre del 2015 la Presidència. Sòcia fundadora i actual presidenta del Club Triatló Sabadell.